# Lennart Souchon

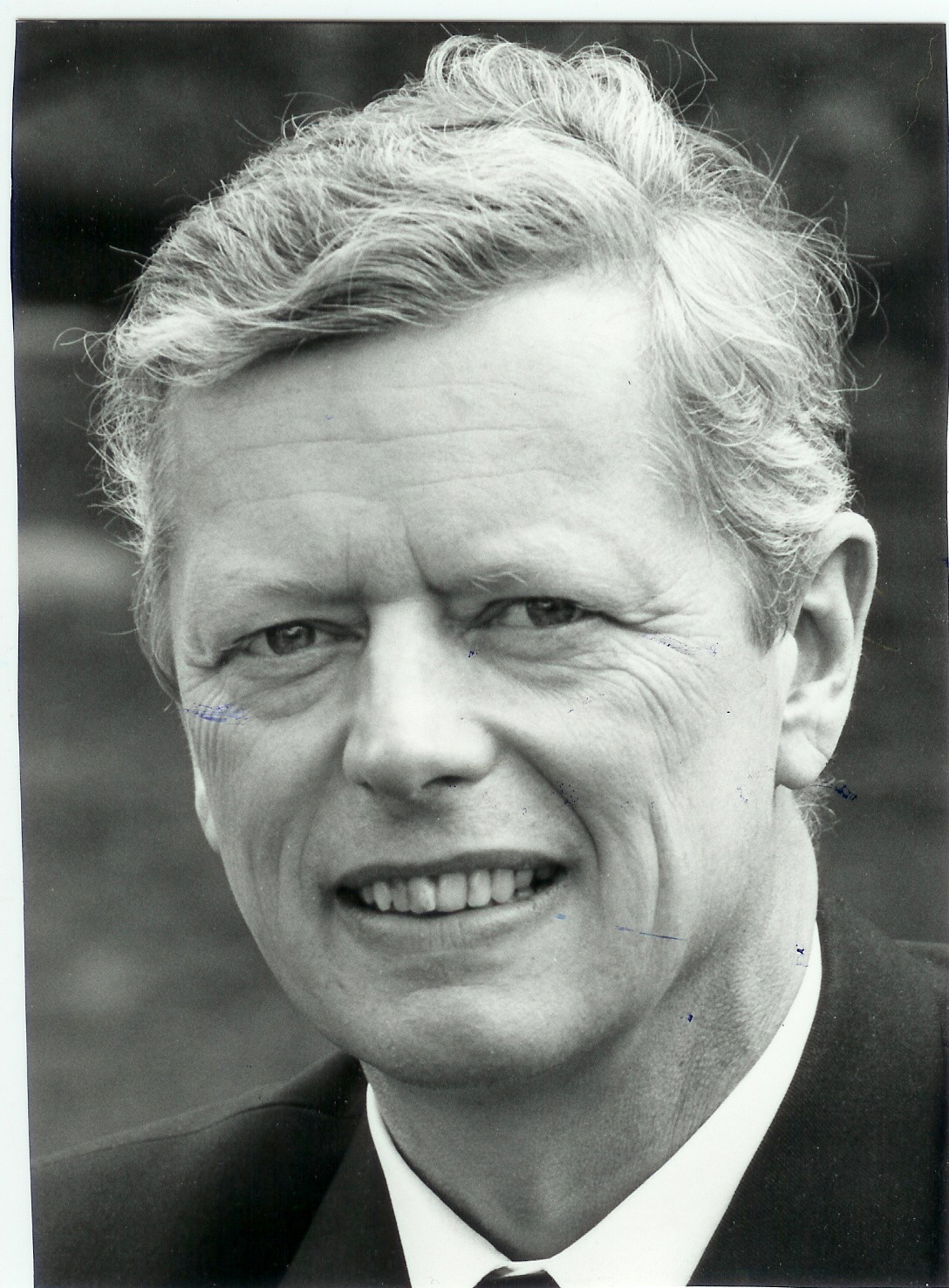
Lennart Souchon

Lennart Souchon (* 1942 in Berlin) ist ein deutscher Militärtheoretiker und Stratege sowie Elektroingenieur und ehemaliger Marineoffizier (Kapitän zur See a. D.). Er war von 1999 bis 2018 Leiter des Internationalen Clausewitz-Zentrums (ICZ) an der Führungsakademie der Bundeswehr und ist seit 2003 Honorarprofessor im Studiengang Internationale Politik an der Universität Potsdam. 2010 gründete er das Clausewitz Netzwerk für Strategische Studien (CNSS).

## Leben
Souchon trat 1962 als Offizieranwärter (Crew IV/62) in die Deutsche Marine ein. Nach seiner Ausbildung zum Marineoffizier war er als Wachoffizier auf Schnellbooten, als Ortungsoffizier auf dem Lenkwaffen-Zerstörer Mölders und als Elektronik-Offizier auf dem Zerstörer Bayern verwendet.
Von 1970 bis 1975 studierte er Elektrotechnik an der Naval Postgraduate School (NPS) in Monterey, Kalifornien (BSEE 1972 und MSEE 1973) und erwarb 1975 bei Sydney R. Parker einen Ph.D. (Arbeit: Structures, Analysis and Design of N-dimensional Recursive Digital Filters). Danach war er Chef einer Elektronik- und Waffenstaffel beim Marinefliegergeschwader 2. 1979 absolvierte er den Admiralstabslehrgang an der Führungsakademie der Bundeswehr (FüAkBw) in Hamburg.
Im Anschluss wurde er Leiter des Dezernats Neue Waffensysteme im Stab der Marinefliegerdivision in Kiel. Souchon wechselte dann als Referent in den Führungsstab der Marine (Fü M) in Bonn. 1986 wurde er stellvertretender Kommandeur der Marineschule Mürwik (MSM) in Flensburg-Mürwik und zugleich Kommandeur der Lehrgruppe Ausbildung. Ab 1988 lehrte er als Dozent für Sicherheitspolitik an der FüAkBw. Von 1992 bis 2004 war er Leiter des Deutsch-Polnischen Offizierseminars für die Europäische Akademie Mecklenburg-Vorpommern in Waren und die Akademie für Nationale Verteidigung (AON). 1992 wurde er auch Studienleiter für Internationale Politik an der Bundesakademie für Sicherheitspolitik (BAKS) in Bonn. Von 1999 bis 2001 leitete er den Fachbereich Sicherheitspolitik und Strategie an der FüAkBw sowie das neugegründete Internationale Clausewitz-Zentrum (ICZ) ebendort. Sein letzter Dienstgrad war Kapitän zur See a. D.
Ab 1993 war er im Lehrauftrag an der Universität Potsdam beschäftigt. Außerdem hatte er von 2002 bis 2004 bei Suzanne S. Schüttemeyer, Lehrbereich Regierungslehre und Policyforschung am Institut für Politikwissenschaft an der Martin-Luther-Universität Halle-Wittenberg, eine weitere Lehrverpflichtung inne. 2003 wurde er an der Wirtschafts- und Sozialwissenschaftliche Fakultät in Potsdam zum Honorarprofessor ernannt. Er lehrt dort Strategische Studien (und zum preußischen Militärtheoretiker General Carl von Clausewitz) am Lehrstuhl für Internationale Politik von Harald Fuhr.
2010 gründete er das Clausewitz Netzwerk für Strategische Studien (CNSS) mit. Darüber hinaus ist er seit 1975 Mitglied des International Institute for Strategic Studies (IISS) in London und seit 1981 der Clausewitz-Gesellschaft, in deren Vorstand (Beisitzer von 1983 bis 1987) und Beirat er sich ehrenamtlich betätigt hat. Seine Werke erscheinen überwiegend beim Verlag E.S. Mittler & Sohn. Außerdem ist er Herausgeber zahlreicher Schriften bei der BAKS und den Clausewitz-Informationen.

## Schriften (Auswahl)

### Monografien
- Strategy in the 21st Century. Springer International Publishing, Basel 2020, ISBN 978-3-030-46027-3.
- Carl von Clausewitz. Strategie im 21. Jahrhundert. Mittler, Hamburg u. a. 2012, ISBN 978-3-8132-0939-6.
- Neue deutsche Sicherheitspolitik. Mittler, Herford u. a. 1990, ISBN 3-8132-0352-2.
- Die Renaissance Europas. Europäische Sicherheitspolitik. Ein internationales Modell. 2., überarbeitete Auflage. Mittler, Berlin u. a. 1994, ISBN 3-8132-0442-1.
- Die Renaissance des Carl von Clausewitz - Strategie für Entscheidungsträger im 21.Jahrhundert. Mittler, Hamburg u. a.2024, ISBN 978-3-8132-1138-2.

### Herausgeberschaften
- mit Hans-Adolf Jacobsen: W sluzbie pokoju. Bundeswehra 1955–1993 [Im Dienste der Friedenssicherung]. Übersetzt von Cezary Eugeniusz Kröl, Daniel Luliriski und Pawel Seydak. Bellona, Warschau 1993, ISBN 81-11-08261-8.
- mit Charles L. Barry: Security Architecture for Europe. Based on a US-German workshop co-sponsored by the Institute for National Strategic Studies and the Federal College for Security Policy Studies. National Defense University Press, Washington, D.C. 1994.
- Weltwirtschaft und Sicherheit 1993 (= Schriftenreihe zur neuen Sicherheitspolitik, Band 4). Mittler, Berlin u. a. 1994, ISBN 3-8132-0449-9.
- Völkerrecht und Sicherheit (= Schriftenreihe zur neuen Sicherheitspolitik, Band 5). Mittler, Berlin u. a. 1994, ISBN 3-8132-0450-2.
- mit Martin Potthoff: Die sicherheitspolitische Lage im Mittelmeerraum (= Schriftenreihe zur neuen Sicherheitspolitik, Band 6). Mittler, Berlin u. a. 1994, ISBN 3-8132-0460-X.
- mit Kai Hirschmann: Die deutsch-polnische Kooperation in Fragen der Sicherheitspolitik. Aufbauend auf den deutsch-französischen Erfahrungen. Diskussionspapiere des 1. Deutsch-Polnischen Workshops vom 28.–30. November 1994 in Berlin (= Schriftenreihe zur neuen Sicherheitspolitik, Band 11). Mittler, Hamburg u. a. 1995, ISBN 3-8132-0466-9.